# 奧澤爾科
50°22′11″N 26°10′1″E / 50.36972°N 26.16694°E
奧澤爾科（烏克蘭語：Озерко），是烏克蘭西北部的村莊，隸屬里夫內州的里夫內區。該村面積3.75平方公里，海拔高度296米，2001年人口142，人口密度每平方公里37.8人。